# Pilgrimage (album)
Albums de Wishbone Ash
Wishbone Ash
(1970) Argus
(1972)
Pilgrimage, sorti en octobre 1971, est le deuxième album du groupe de rock britannique Wishbone Ash.

## Liste des morceaux
Tous les morceaux ont été composés par M. Turner, S. Upton, T. Turner et A. Powell, excepté Vas Dis qui est une composition du Jazzman Jack McDuff.
1. Vas Dis (instrumental) - 4:39
2. The Pilgrim (instrumental) – 8:25
3. Jail Bait (chant : Ted Turner) – 4:35
4. Alone (instrumental) – 2:55
5. Lullabye (instrumental) – 2:55
6. Valediction (chant : A. Powell, M. Turner, T. Turner) - 6:11
7. Where Were You Tomorrow (chant : Andy Powell) – 10:23

## Crédits
- Andy Powell : guitare, chants
- Ted Turner : guitare, chants
- Martin Turner : guitare basse, chants
- Steve Upton : batterie

- Martin Birch : ingénieur du son
- Hipgnosis : Conception de la pochette et photographie
- Where Were You Tomorrow a été enregistré en public le 14 juin 1971 au De Montfort Hall (Leicester).

## Anecdotes
- Alone était à l'origine enregistré avec des paroles chantées par Martin Turner. Mais cette version a été abandonnée au profit de la version instrumentale. On peut entendre la version chantée dans la compilation Distillation, sortie en 1997.